# Distretto di Iferhounène
Il distretto di Iferhounène è un distretto della provincia di Tizi Ouzou, in Algeria.

## Comuni
Il distretto di Iferhounène comprende 3 comuni:
- Iferhounène
- Illilten
- Imsouhel